# Zwartzustersklooster (Brussel)

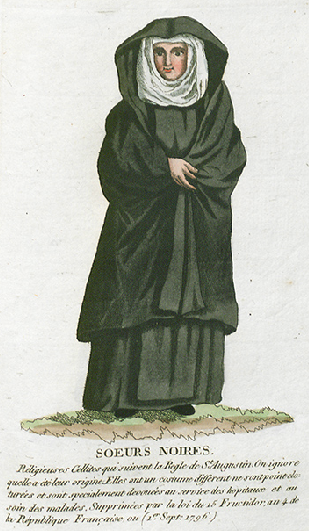
Een zwartzuster in habijt (1811)

De Brusselse zwartzusters waren ruim zes eeuwen aanwezig in hun Huis van Afrika. Ze zijn er vertrokken in 1998. Het Museum van de Zwartzusters in de Nationale Basiliek geeft een inkijk in hun leefwereld.

## Geschiedenis
Een precies stichtingsjaar is niet bekend, maar algemeen wordt aangenomen dat de zwartzusters midden 14e eeuw in Brussel neerstreken. Het is niet zeker of ze mogen worden geïdentificeerd met de cellezusters die in de pestjaren 1348-50 actief waren in Brussel. Een oorkonde van 15 juli 1360, het oudste document dat de zwesteren vermeldt, situeert hen bij het Leeuwswiket in Sint-Goriks.
Tussen 1459 en 1465 werd de lekengemeenschap gedwongen zich in te schrijven in het reguliere kloosterleven. Ze namen de regel van Augustinus aan en kwamen onder het toezicht van de Brusselse karmelieten. Voortaan ging men spreken over de swertte susteren. Uit een schepenbrief kennen we de nieuwe naam van hun klooster: Huis van Afrika (de swesteren in bruessel geheten thuys van affrica), waarschijnlijk een verwijzing naar de herkomst van hun regelgever. In die periode kochten de zusters-augustinessen verschillende huizen waarmee ze hun klooster uitbreidden.

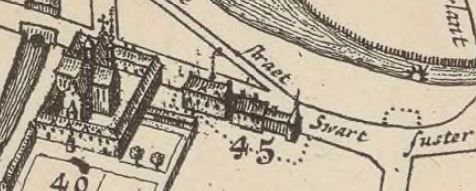
Het bescheiden klooster van de zwartzusters, naast dat van de rijke klaren (stadsplan 1695)

In vergelijking met andere vestigingen hadden de Brusselse religieuzen het dankzij hun hoofdstedelijke klandizie relatief breed. Ze bezaten een twaalftal huizen, drie tuinen, een met marmer opgesmukte kapel en een eetzaal die niet had misstaan als museum. Een perceeldispuut met de naburige broeders des gemenen levens verstoorde de rust (1525-47) en herleefde nadat de broeders het veld hadden geruimd voor de rijke klaren.
In 1525 waren er 25 zusters, tegenover 34/35 in 1629. De zusters hadden hun klooster ongeschonden door de woelige tijd van de Brusselse republiek geloodst terwijl in hun kapel clandestien roomse missen werden gevierd. Hun gebouwen werd vernield in het bombardement van 1695. De nieuwbouw van de reconstructie werd in 1779-82 opnieuw herbouwd. Voor de kerk bestelden ze een Kruisiging bij Jan van Orley. In 1737-41 voerden de zwartzusters een proces voor de Raad van Brabant tegen de stad, die onrechtmatig bezit had genomen van hun achteringang aan de Zespenningenstraat.
De sociaal actieve gemeenschap werd niet verontrust door de afschaffingen van keizer Jozef II, maar werd opgeheven in de nasleep van de Franse Revolutie: ondanks aanvankelijke toegeeflijkheid dwong het Franse bewind hen op 27 januari 1798 het klooster Afrika te verlaten. Het werd verkocht als nationaal goed en omgebouwd tot brouwerij, terwijl de zusters onderdak vonden bij katholieke families. Bij hun terugkeer in 1802 kregen ze het klooster van de verdreven bogaarden toegewezen. Het volgende jaar mochten ze terug hun habijt dragen en stond Napoleon Bonaparte hen een toelage van 5.000 frank toe. In 1820 erkende de overheid hun instelling en stelde hun maximale aantal vast op 32, vanaf 1827 verhoogd naar 50.
Twee jaar later verhuisden de zwartzusters van het bogaardenklooster naar het visitandinnenklooster. Een halve eeuw nadien namen ze hun intrek in de Blaesstraat (1878). Het nieuwe gebouw was mee bekostigd door een loterij.
Jeanne de Mérode liet de zwartzusters in 1944 het 'Nieuw Kasteel' van Westerlo na, waar ze vanaf 1946 een rusthuis voor priesters inrichtten. In de volgende decennia liep het aantal zusters gestaag terug. In 1970 waren er nog 22. Het Westelse filiaal werd in 1976 opgedoekt. Het klooster in de Blaesstraat werd omgebouwd tot rusthuis en verlaten voor een nieuw gebouw in de Sint-Gisleinstraat (1978). Het aantal zusters liep verder terug, waardoor in de jaren 90 het ambt van generaal-overste vacant bleef. Het einde kwam in januari 1998, toen twee oudere zusters zich lieten opnemen in het rusthuis en twee jongere zusters een appartement betrokken. Het klooster aan de Gisleinstraat werd in 2008 verkocht.

## Locaties
- Groot Eiland (grotendeels gesloopt, behalve restanten aan het Groot Eiland 33-35 en aan de Rijkeklarenstraat 24)
- 1803: Bogaardenklooster
- 1829: Visitandinnenklooster
- 1876: Blaesstraat 91 (later rusthuis Saint-Monique)
- 1978: Sint-Gisleinstraat 42-46 (tot 2008)

## Voetnoten
1. ↑  George Fricx, Description de la ville de Bruxelles, 1743, p. 138